# Poceapînți, raionul Ternopil, regiunea Ternopil
Poceapînți (în ucraineană Почапинці) este localitatea de reședință a comunei Poceapînți din raionul Ternopil, regiunea Ternopil, Ucraina.

## Demografie
Componența lingvistică a localității Poceapînți
     Ucraineană (100%)
Conform recensământului din 2001, toată populația localității Poceapînți era vorbitoare de ucraineană (100%).